# Hammeraxt

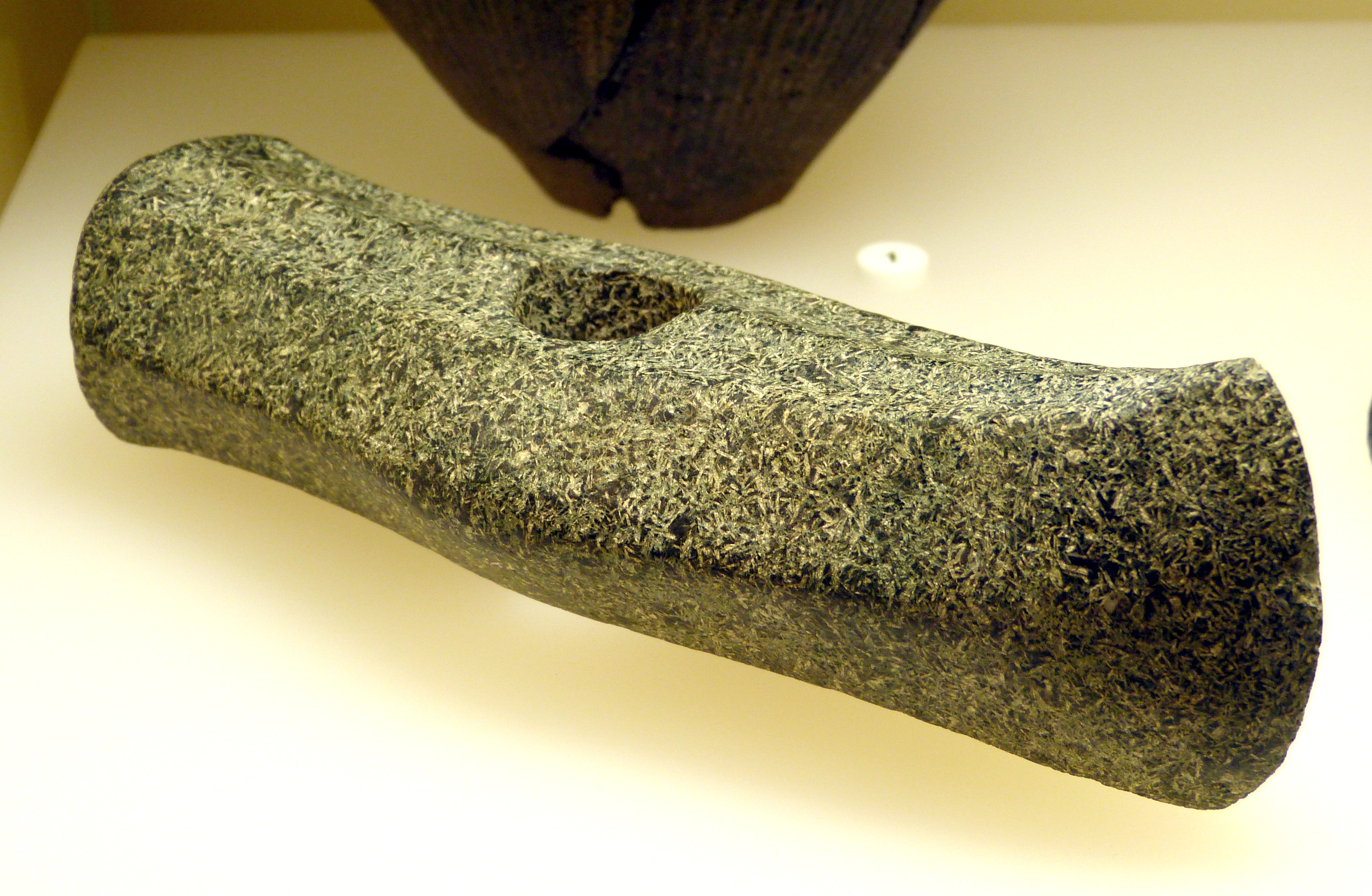
Jungneolithischer Hammeraxtkopf

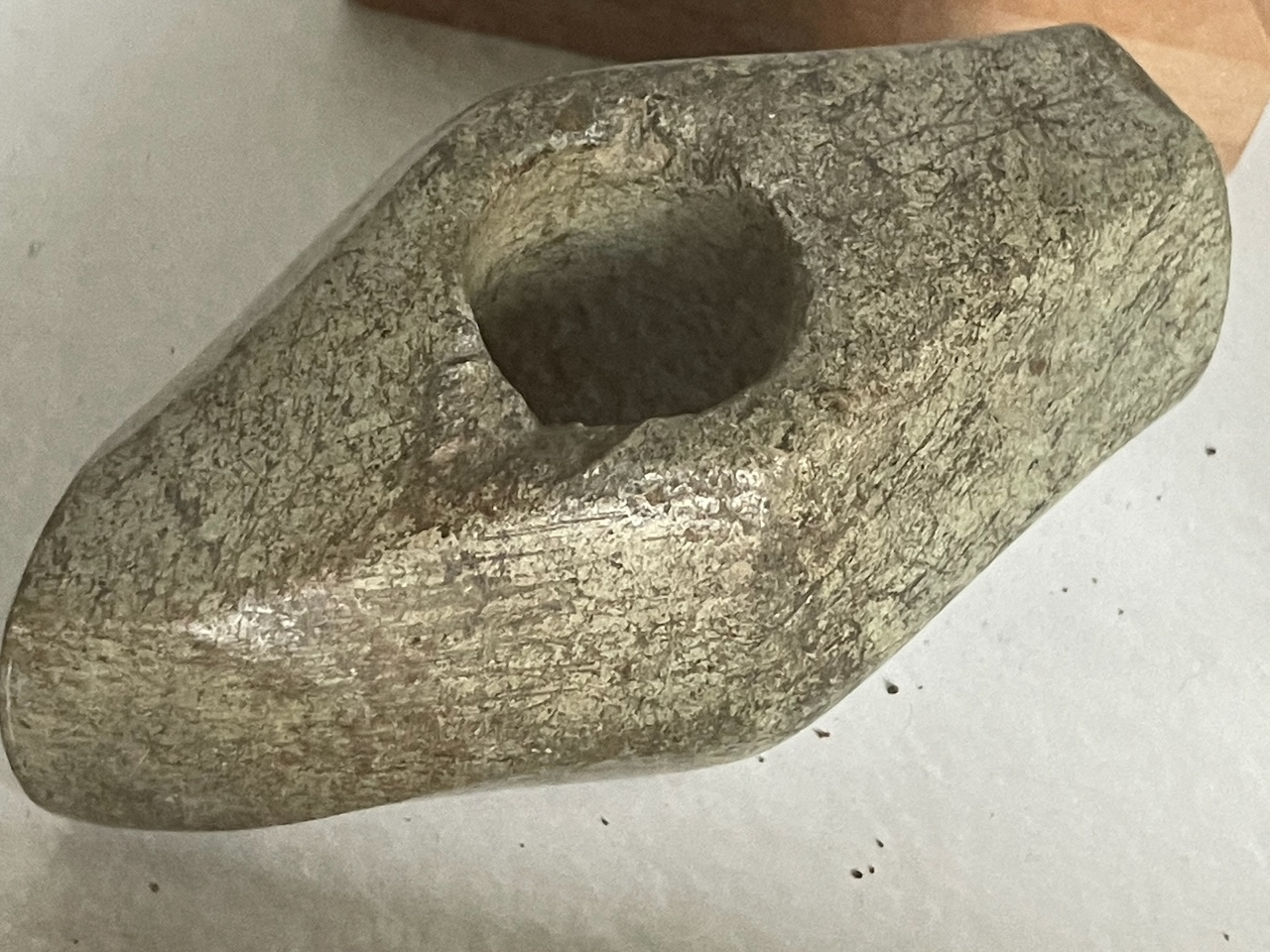
Faszettierte Hammeraxt aus Wörglham bei Vachendorf in Oberbayern

Hammeräxte (auch als „Gemeineuropäische Hammeräxte“ oder A-Äxte bezeichnet) bestehen aus Felsgestein, zumeist aus Diabas, Diorit, Porphyr oder Granit. Sie haben am einen Ende eine Schneide während das andere Ende eine flache Schlagfläche bildet. Vermutlich entstanden sie zwischen 4200 und 4000 v. Chr. in der Aichbühler Gruppe in Oberschwaben. 
Hammeräxte kommen in vielen europäischen Kulturen vor. In der Einzelgrabkultur (2800–2300 v. Chr.) werden sie Streitäxte und in der Bootaxtkultur in Skandinavien wegen ihrer ähnlichen Form Bootäxte genannt. Sie unterscheiden sich durch die runde, vierkantige oder geknickte Verbreiterung des Schaftloches nach oben und mehr oder weniger heruntergezogene Schneiden und Nacken. Die Nacken sind rund und knopf- oder schneidenförmig abgerundet. Die Hammeräxte der Schnurkeramiker, meist mit gerundeter Schneide, bestanden auch aus Kupfer. Derner gibt es die in Aplerbeck gefundenen Stücke aus Stein mit nachgeahmter Gussnaht.
Die Spitzhaue ist dem Umriss nach ein Abkömmling der „gemeineuropäischen Hammeraxt“.